# Burgeroorlog der vijf koningen
De Oorlog der vijf koningen was volgens de legende, zoals beschreven door de twaalfde-eeuwse historicus Geoffrey of Monmouth, de oorlog tussen de broers Ferrex en Porrex over de troonopvolging na Gorboducs dood. 
In deze oorlog vluchtte Ferrex uit Brittannië naar Gallië, en zocht de hulp van de Frankische koning Suhard. Het Gallische leger werd echter door Porrex verslagen, en Ferrex kwam om in de veldslag. Porrex was daaropvolgend korte tijd koning totdat hij door zijn moeder Judon werd vermoord in zijn slaap.
Beide broers hadden geen kinderen, en er brak oorlog uit tussen vijf pretendenten die aanspraak maakten op de troon. Er bestaat geen zekerheid over wie deze vijf koningen waren, en of ze afstammelingen waren van Brutus van Brittannië. Pas toen Dunvallo Molmutius, de koning van Cornwall de macht greep, werd de orde hersteld. Molmutius werd aangemerkt als een dappere en moedige koning. Hij versloeg Pinner, de koning van Loegria, maar als reactie hierop allieerden Rudaucus, de koning van Cambrië en Staterius, koning van Alba (Schotland). Zij vernietigden een groot deel van Molmutius' land en bezittingen. Toen Molmutius na een grote veldslag zijn leger kleedde in de wapenrustingen van gedode vijandelijke soldaten, slaagde hij er in ver in de vijandelijke linies te infiltreren. Pinner en Rudaucus werden gedood, waarna de overgebleven legers werden verslagen, en Molmutius de landerijen van zijn vijanden in bezit nam. Met de dood van de koningen was de oorlog ten einde, en Molmutius installeerde zichzelf als de rechtmatige koning van Brittannië. Zijn afstammelingen zouden lang regeren over Brittannië.